# Bleu noir
Pour l’article homonyme, voir Bleu noir (chanson).
Albums de Mylène Farmer
Nº 5 on Tour
(2009) 2001-2011
(2011)
Singles
1. Oui mais... non
Sortie : 11 octobre 2010
2. Bleu noir
Sortie : 28 janvier 2011
3. Lonely Lisa
Sortie : 2 mai 2011

Bleu noir est le huitième album studio de Mylène Farmer, paru chez Polydor le 29 novembre 2010 en digital et le 6 décembre 2010 en physique.
C'est le premier album pour lequel la chanteuse ne collabore pas avec Laurent Boutonnat, proposant un album produit par elle-même, Moby, le groupe britannique Archive et RedOne. Les textes (à une exception près) restent signés par Mylène Farmer.
Composé de douze titres, cet album met davantage en avant la voix de la chanteuse, sur des musiques planantes ou sombres, les deux morceaux de RedOne apportant un côté plus enjoué.
Soutenu par les singles Oui mais... non, Bleu noir et Lonely Lisa, qui se classent tous à la première place du Top 50, l'album bat des records de vente à sa sortie, aussi bien en digital qu'en physique. Écoulé à plus de 600 000 exemplaires, il est certifié disque de diamant en France, mais également disque de platine en Russie et en Belgique, et disque d'or en Suisse.

## Histoire

### Genèse
En septembre 2010, deux ans après l'album Point de suture et un an après sa tournée triomphale qui l'a menée à se produire deux soirs au Stade de France, Mylène Farmer enregistre un duo avec Ben Harper sur Never Tear Us Apart (une reprise de INXS présente sur l'album Original Sin du groupe australien) et un autre avec Line Renaud sur C'est pas l'heure (un titre écrit par Mylène Farmer et composé par Laurent Boutonnat, présent sur l'album Rue Washington de cette dernière).
Quelques jours plus tard, elle annonce par surprise son retour avec un album réalisé pour la première fois sans Laurent Boutonnat, faisant appel à Moby (avec qui elle est amie et avait déjà enregistré deux duos, en 2006 et 2008), au groupe britannique Archive et au producteur RedOne, qui a notamment collaboré aux tubes Poker Face et Bad Romance de la chanteuse américaine Lady Gaga.

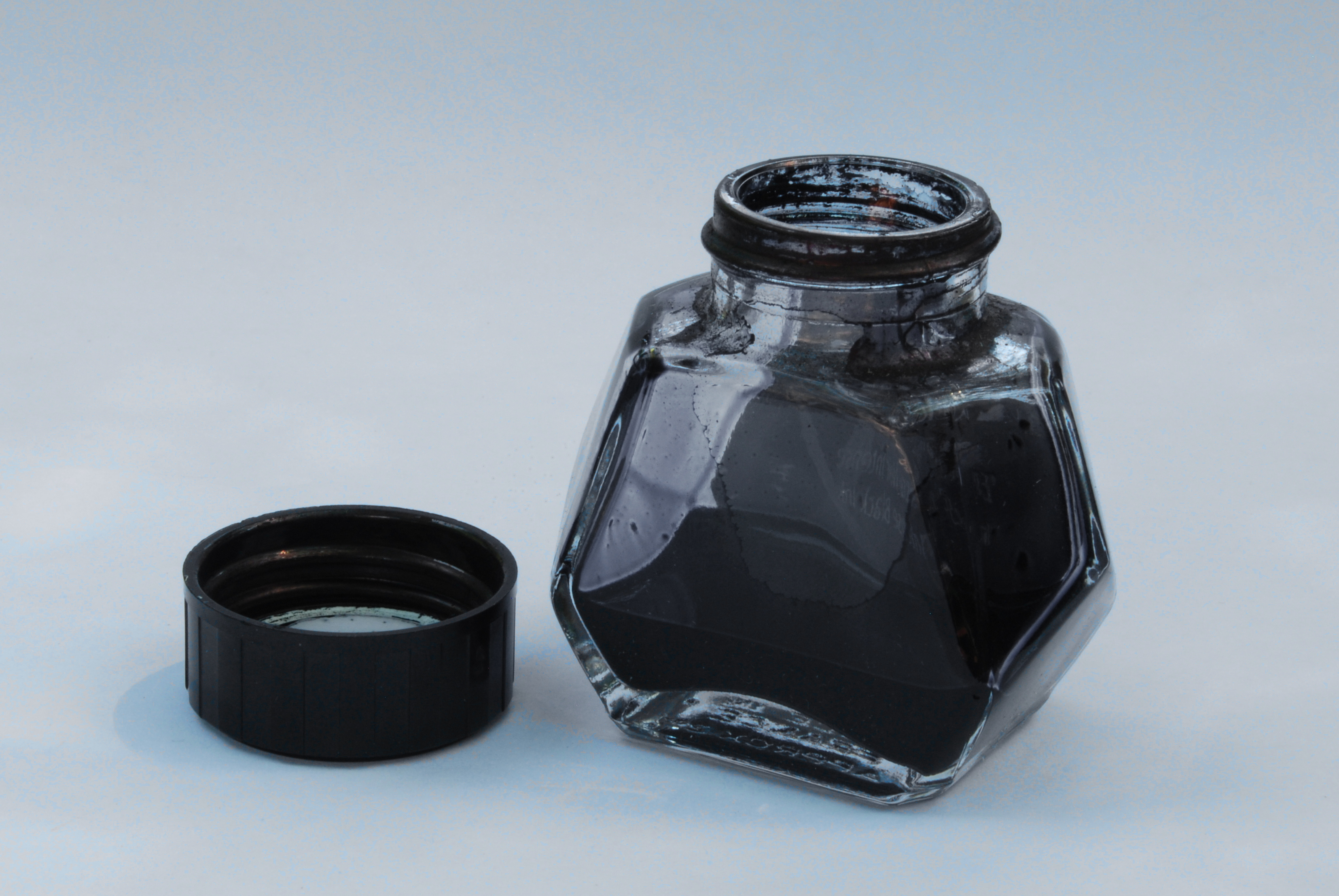
Le nom de l'album fait référence à la couleur de l'encre.

Le titre de cet album, Bleu Noir, évoque la couleur généralement associée à l'encre. Cette idée sera renforcée par le contenu du coffret de l'album, composé d'une écritoire, d'un papier buvard, d'un porte plume et d'un flacon d'encre de Chine.
Bien qu'il ne fasse pas partie de cet album, la chanteuse n'envisage pas pour autant d'arrêter de travailler avec Laurent Boutonnat : « Je ne me suis en aucun cas éloignée de Laurent. Après la tournée et les concerts au Stade de France, il s'opère une effrayante descente aux enfers malgré le succès, un vide sidéral, un manque. Vous recevez tant d’amour, de vibrations, autant de sensations qui vous donnent l’envie… d’écrire. Laurent a tout à fait compris mon besoin de créer. C’est aussi ça, la complicité. Nous nous retrouverons pour le prochain album ».

### Sortie
En guise de premier extrait de cet album, sort Oui mais... non, un titre très rythmé écrit par Mylène Farmer et composé par RedOne.
Un site officiel éphémère est lancé le 3 novembre 2010, déverrouillant par paliers des éléments en rapport à cet album.
Deux mois après le single Oui mais... non, qui connaît un grand succès, l'album Bleu Noir sort le 29 novembre 2010 en téléchargement et le 6 décembre 2010 en physique. Dès sa sortie, il se classe n°1 du Top Albums, réalisant des records de vente, autant en digital qu'en physique.
Écoulé à plus de 600 000 exemplaires, il reçoit un disque de diamant en France, un disque de platine en Russie et en Belgique, et un disque d'or en Suisse.
Tout comme Oui mais... non, les singles suivants, Bleu noir et Lonely Lisa, se classeront également à la première place du Top 50.

## Pochette
Signée par Nathalie Delépine, la pochette de l'album montre Mylène Farmer face à un miroir perlé, se tenant les cheveux, les yeux baissés.

La photo est entourée d'un cadre bleu et noir.

## Liste des titres
| 1.  | Oui mais... non                  | Mylène Farmer | RedOne        | 4:20 |
| 2.  | Moi je veux...                   | Mylène Farmer | Moby          | 3:30 |
| 3.  | Bleu noir                        | Mylène Farmer | Moby          | 4:05 |
| 4.  | N'aie plus d'amertume            | Mylène Farmer | Moby          | 4:16 |
| 5.  | Toi l'amour                      | Mylène Farmer | Moby          | 4:41 |
| 6.  | Lonely Lisa                      | Mylène Farmer | RedOne        | 3:02 |
| 7.  | M'effondre                       | Mylène Farmer | Moby          | 3:33 |
| 8.  | Light me up                      | Mylène Farmer | Darius Keeler | 5:02 |
| 9.  | Leila                            | Mylène Farmer | Darius Keeler | 3:51 |
| 10. | Diabolique mon ange              | Mylène Farmer | Darius Keeler | 5:01 |
| 11. | Inseparables                     | Moby          | Moby          | 4:10 |
| 12. | Inséparables (Version française) | Mylène Farmer | Moby          | 3:15 |

Le 28 mai 2021, l'album est réédité en double CD, le deuxième disque proposant les versions instrumentales de chaque titre.

## Description des chansons
L'album est entièrement écrit par Mylène Farmer, à l'exception de Inseparables dont les paroles sont de Moby. Ce dernier signe la moitié des musiques de l'album, la plupart à tendances pop et electro, tandis que Darius Keeler du groupe britannique Archive en signe trois (Light me up, Leila et Diabolique mon ange), et que le producteur RedOne signe deux titres plus dance (Oui mais... non et Lonely Lisa).
Pour ce disque, Mylène Farmer met davantage sa voix en avant.

Deux titres sont interprétés en anglais : Light me up et Inseparables.
Alors que dans les textes de ses précédents albums, les références littéraires abondaient, dans celui-ci elles se concentrent surtout sur des poèmes de Pierre Reverdy. Les thèmes évoqués tournent principalement autour de la mélancolie et de l'importance de l'amour, la chanteuse ayant ressenti un « vide abyssal » après la fin de sa tournée de 2009 : « La seule chose importante est d'aimer et d'être aimée. C'est bien la seule certitude que j'ai aujourd'hui ».

### Oui mais... non

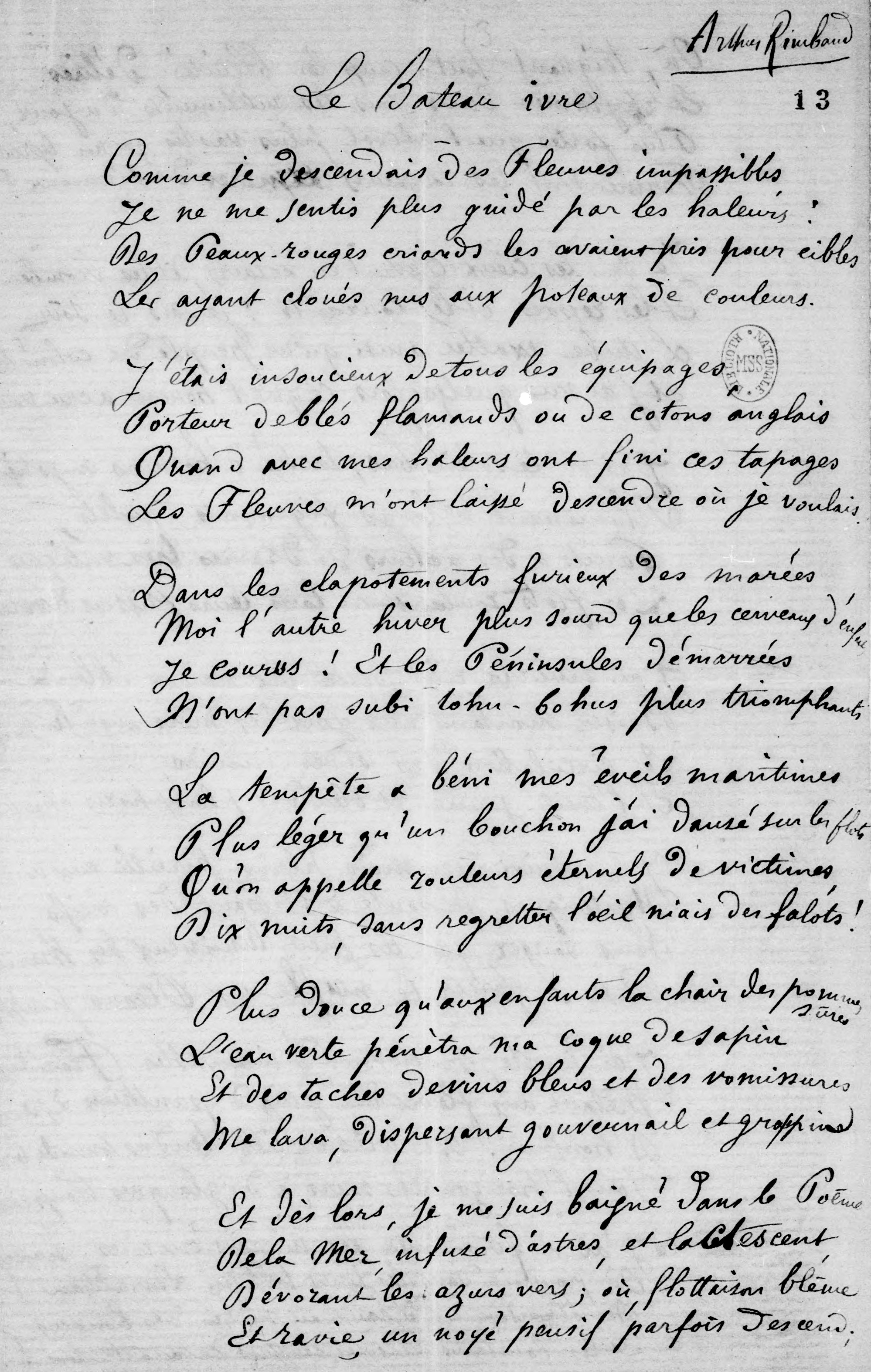
Le Bateau ivre d'Arthur Rimbaud.

Ce titre très rythmé est écrit par Mylène Farmer et composé par RedOne, qui a notamment collaboré aux tubes Poker Face et Bad Romance de la chanteuse américaine Lady Gaga.
Jouant avec les allitérations et les assonances tout au long du texte (« C'est peut-être chic, c'est l'ère du toc, pour l'authentique on traque du stock, du tac au tac changeons d'époque », « Dis-moi oui... mais non, ne dis plus jamais non », « L'amour, le loup est risque [...] L'amour, mon loup se risque », « Et plus mon cœur sous X [...] Sans toi, mon corps sous X »), Mylène Farmer fait notamment référence au poème Le Bateau ivre d'Arthur Rimbaud (« Tout pas, tout dit si la vie est gaie, tout va à l eau. Ô bateau ivre et joie de vivre me fait défaut ») et à la célèbre phrase Être ou ne pas être, issue de la pièce Hamlet de William Shakespeare (« Regarde-moi, être ou pas c'est n'être pas »).
Les paroles évoquent à la fois la fragilité de l'être humain (« Destins fragiles et monde hostile, on devient fou », « Tout pas, tout dit ode à la vie, la mort compose. La nuit se couche, les yeux rougis, l'aube est morose ») et le pouvoir de l'amour (« Ne voir que toi, rien qu'une fois, rend tout plus beau »).
Le pont est interprété en anglais, jouant également sur les sonorités (« You baby boy, you baby love, you baby boy, love lolove...yo »).

### Moi je veux...

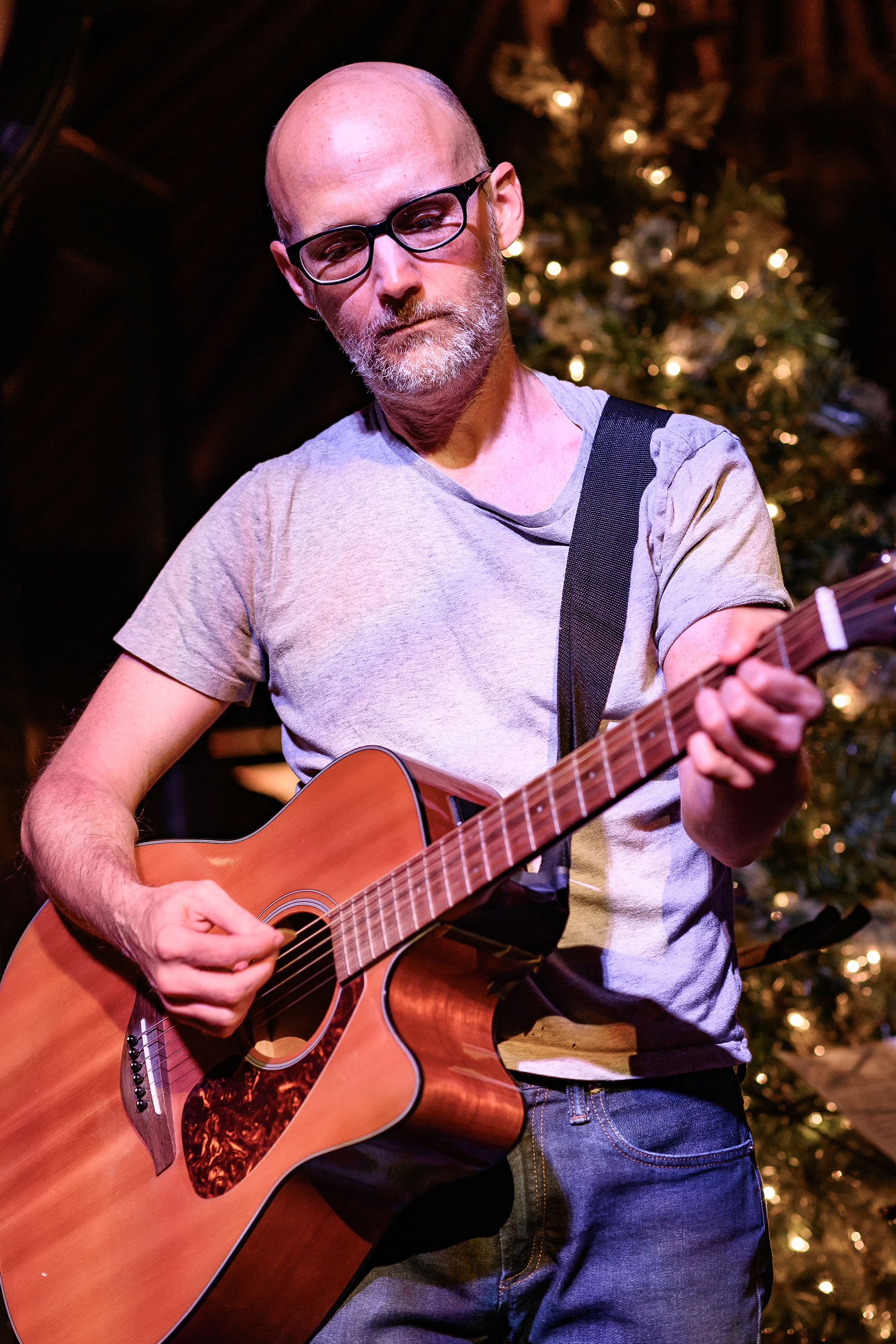
Moby.

Sur une musique planante de Moby qu'il avait intitulée à l'origine On My Side, la chanteuse répète plusieurs fois le titre de cette ballade dans le refrain : « Moi je veux c'est aimer, moi je veux c'est aider, moi je veux être aimée ».
Dans les couplets, elle évoque son côté mélancolique dont elle n'arrive pas à se débarrasser (« Tu reviens toujours, mélancolie, comme un défi », « Épaisse est l'ombre ») et utilise plusieurs mots issus du champ lexical religieux (« Silence de Dieu », « Quand saigne mon cloître », « Oh ! Paradis noué »).

### Bleu Noir
Pour ce titre pop composé par Moby, Mylène Farmer écrit un texte inspiré de Poèmes en prose de Pierre Reverdy, notamment pour les phrases « Je tombe en défaillance, vienne ma délivrance », « Dans ce convoi de larmes », « Je te dédie ma mort » ou encore « La bataille est belle, celle de l’amour disperse tout ».
La chanteuse cite deux couleurs opposées, le rouge vermeil, couleur de la passion (« Me dis quand même qu’au fond de ma peine survit un cœur couleur vermeil »), et le bleu noir, couleur généralement associée à l'encre (« Quand tu pars, il n’en reste qu’un bleu noir »). Cette idée sera renforcée par le coffret de l'album Bleu Noir, qui est composé d'une écritoire, d'un papier buvard, d'un porte plume et d'un flacon d'encre de Chine.
En 2011, Moby sort sa propre chanson intitulée The Day sur son album Destroyed et également en single.

### N'aie plus d'amertume

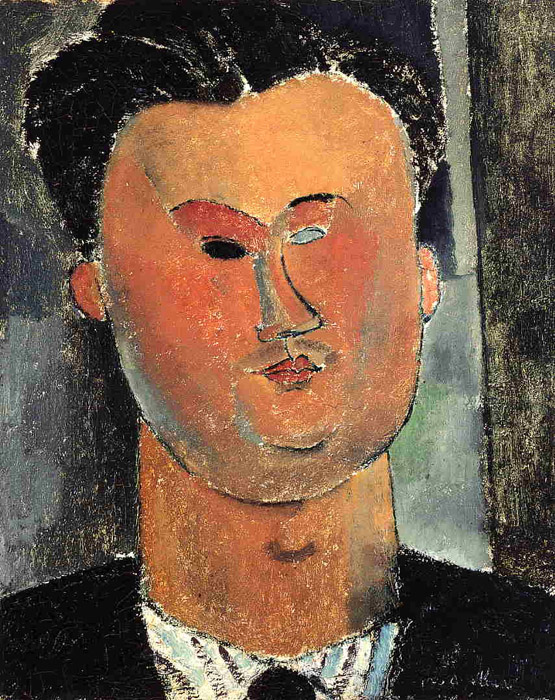
Pierre Reverdy par Amedeo Modigliani.

Introduite par quelques notes de piano, cette ballade de Moby, intitulée à l'origine Frame W Emily, s'adresse à une femme (« Mais Dieu que tu sembles si lasse »), à qui la chanteuse souhaite apporter son soutien et son réconfort (« N'aie plus d'amertume », « C'est peut-être moi, si je n'ai pas su taire tes mots de colère, je m'en veux tu vois, te donne ma foi », « Et quand la danse cessera, que jaillisse encore ta voix », « Viens t'asseoir à côté de moi »).
Des références au poème Toujours seul de Pierre Reverdy figurent dans ce texte (« Tu préfères les angles plus aigus », « Mais il fait si noir »).

### Toi l'amour
Dans cette nouvelle ballade signée Moby, la chanteuse s'adresse directement à l'amour (« Malgré le monde qui saigne, je l'appelle. Malgré l'obscur, malgré l'obscène, je l'appelle », « Ô poussière de sentiment qui devient plaine [...] Tu recouvres l'âme, tu troubles le ciel, nos veines »).

Certaines phrases sont une nouvelle fois inspirées par des poèmes de Pierre Reverdy, comme « Et l’autre monde qui s’en va » et « Dans la pénombre glissent des pas ».
En 2013, Moby reprendra la musique de ce titre pour le morceau The Perfect Life, en duo avec Wayne Coyne, sur son album Innocents.

### Lonely Lisa

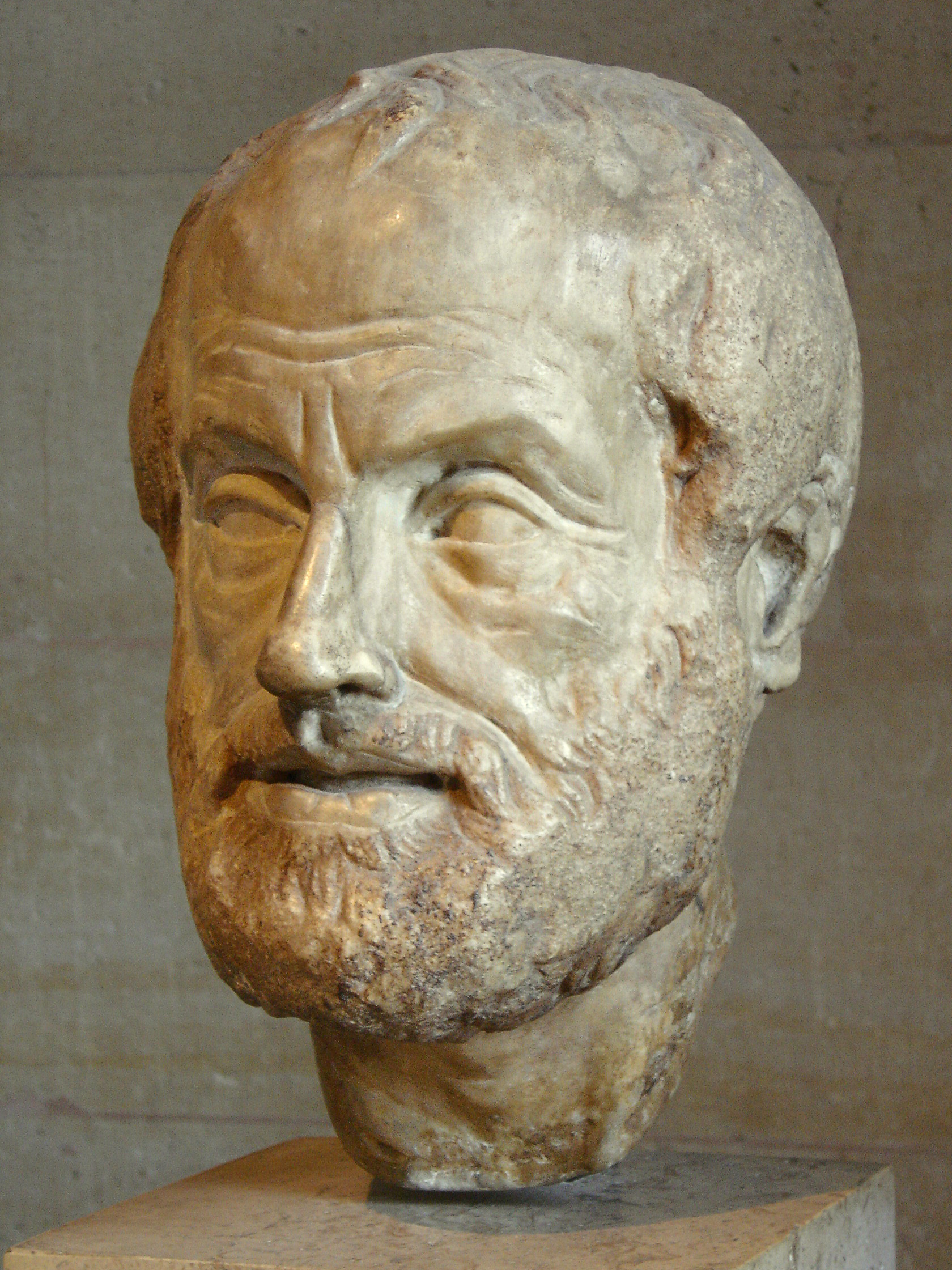
Aristote.

La musique de ce titre, très rythmée, est composée par RedOne, qui signe au total deux titres sur cet album : Oui mais... non et Lonely Lisa.
Pour ce texte, Mylène Farmer fait référence à Lisa, le double enfantin qu'elle s'est créée et qui apparaît notamment dans le clip C'est une belle journée, le livre Lisa-Loup et le Conteur ainsi que dans plusieurs de ses dessins.

La chanteuse avait également créé un site communautaire du nom de Lonely Lisa, destiné à lutter contre l'ennui et à partager des créations.
Dans ce texte en français, seuls les mots Lonely Lisa sont en anglais.
Outre une référence à Pierre Reverdy (« Par la porte opposée elle voit sa folie qu’elle va jeter plus loin de toi »), figurent également dans les paroles une célèbre citation d'Aristote (« Il n'y a point de génie sans un grain de folie »), que la chanteuse prononce sur le pont musical, d'une voix parlée et grave.

### M'effondre

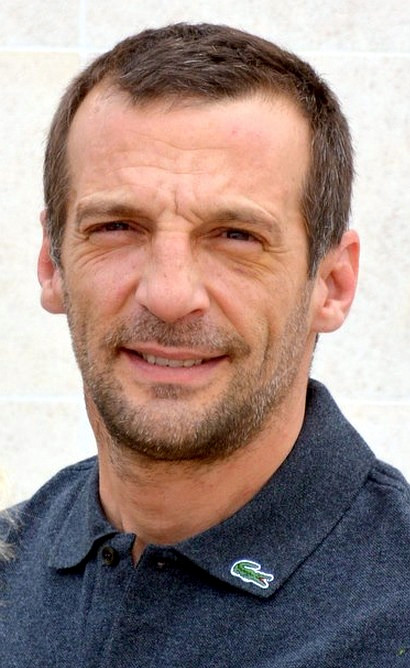
Mathieu Kassovitz.

Ce titre electro, composé par Moby, commence par une musique sombre, sur laquelle Mylène Farmer étire les notes avec une voix très grave (« Je fais tout un peu... Rien n'est comme je veux... Me dissous un peu, me divise en deux »). Le rythme est alors interrompu par deux « M'effondre », puis reprend dans une tonalité plus aigüe (« Tout vole en éclat, mes sens et puis mon choix. Pas d'existence, mais vivre ma transparence »).

Après une nouvelle cassure, la musique se fait beaucoup plus dynamique, la chanteuse répétant à la fin du morceau « Jusque-là tout va... jusque-là tout va bien », en montant d'une gamme à chaque fois et finissant sur des notes très aigües.
Cette répétition de la phrase « Jusque-là tout va... jusque-là tout va bien » n'est pas sans rappeler la phrase d'ouverture du film La Haine de Matthieu Kassovitz : « C'est l’histoire d'un homme qui tombe d'un immeuble de cinquante étages. Le mec, au fur et à mesure de sa chute, il se répète sans cesse pour se rassurer : "jusqu'ici tout va bien, jusqu'ici tout va bien, jusqu'ici tout va bien"... Mais l'important c'est pas la chute, c'est l'atterrissage ».
En 2011, Moby reprendra la musique de ce titre pour le morceau Breakdown, extrait de son album Destroyed.

### Light me up
Sur une musique trip hop composée par Darius Keeler du groupe britannique Archive, Light me up est la seule chanson de l'album pour laquelle Mylène Farmer a écrit des paroles entièrement en anglais : « Quand j’ai commencé de travailler avec Darius, il m’a demandé pourquoi ne pas essayer justement d’écrire une chanson en anglais. Et puis, je me suis laissée faire pour une fois, influencer ».
Dans ce texte décrivant des angoisses liées à la solitude (« I'm so scared, empty [...] I'm nobody », « I'm so alone inside », « Eyes wide open. Can't sleep. Night is burning, red », « No trace, no face, just misery »), la chanteuse appelle l'autre à son salut : « Light me up, light me up, we can never go wrong », « Please come to me ».

### Leila

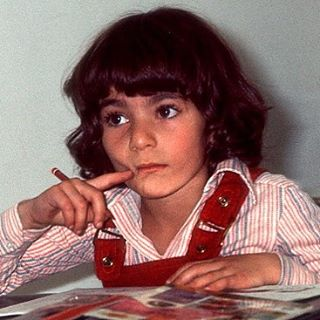
Leila Pahlavi.

Ce morceau est un hommage à Leila Pahlavi, princesse d'Iran et fille cadette du shah Mohammad Reza Pahlavi et de l'impératrice Farah Diba, qui s'est suicidée le 10 juin 2001 à Londres.
La chanteuse déclarera : « J'ai rencontré sa maman qui fut la femme du shah d'Iran. Mais ce n'est pas tant ça qui m'intéressait et qui m'a émue, c'est plus l'histoire qu'elle m'a raconté puisque sa fille s'est donnée la mort, s'est suicidée et, elle me confiait qu'elle écoutait beaucoup ma musique. Ce qui, fatalement, me touche. Et puis, indépendamment de ça, c'était parler d'une femme d'un autre pays ».
Sur une musique arabisante de Darius Keeler, Mylène Farmer écrit un texte décrivant le désespoir de la jeune fille (« Corps cassé, nulle espérance ») et priant pour son repos (« Prier que celle qui n'est pas parmi vos nombres, part, repose dans l'ombre d'une vie qui n'est pas ici »). Elle mentionne également son pays d'origine (« Fille aimée d'Iran, infiniment »), ainsi que son nom de famille à travers un jeu de mots (« C'est pas la vie »).

### Diabolique mon ange

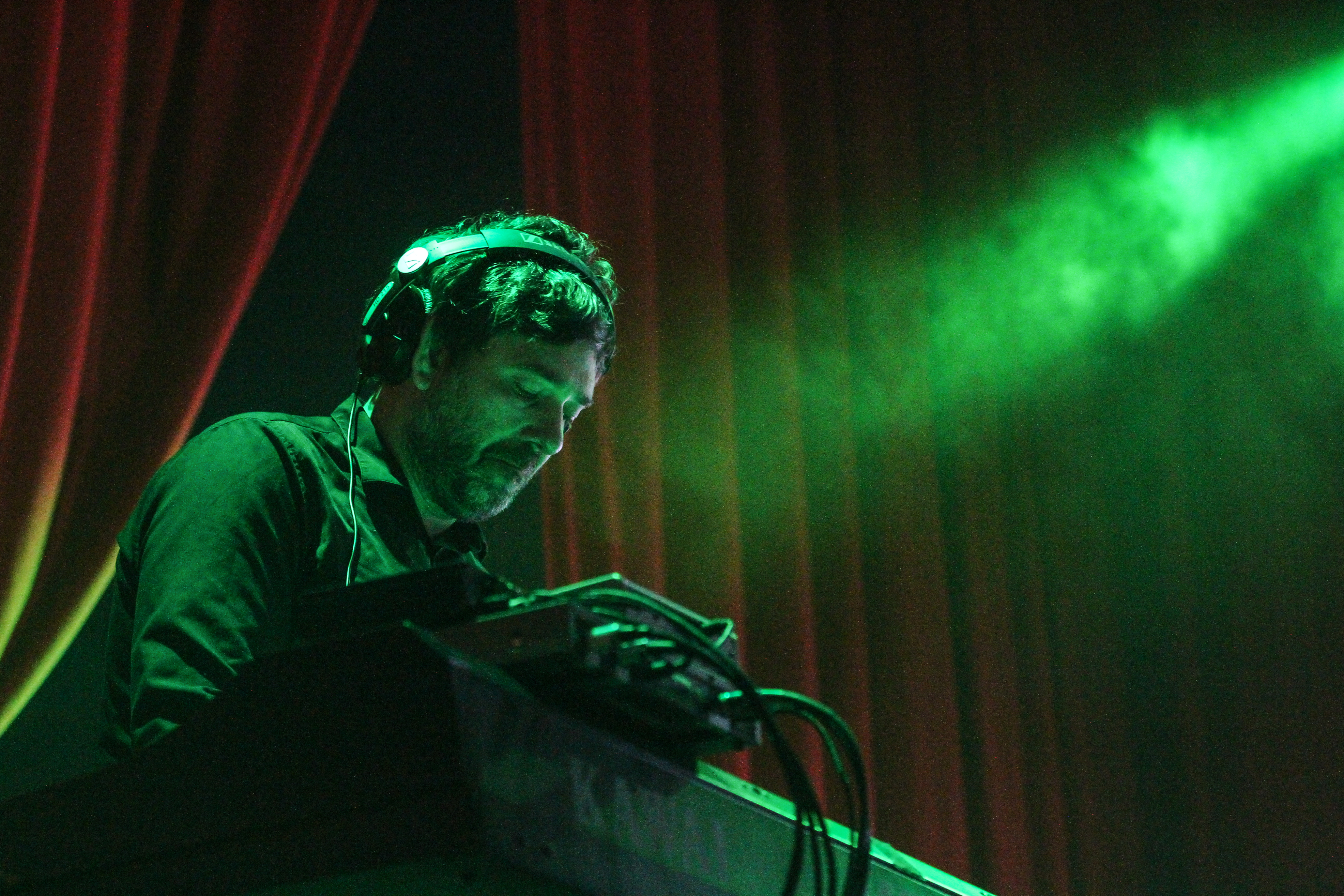
Darius Keeler.

Sur une musique douce de Darius Keeler, se faisant de plus en plus violente et saturée, les paroles de ce texte s'inspirent une nouvelle fois de plusieurs Poèmes en prose de Pierre Reverdy (« Repos tranquille, heure inutile, dans cette chambre, la main qui tremble », « Ne reste que les rêves, étonnante chimère qui garde son empreinte »,, « Vent, j'ai souhaité ta mort. Temps, j'ai maudit ton corps », « Dans ma tête un désordre, y remettre un peu d’ordre »).
Dans le refrain, la chanteuse utilise des allitérations en k : « Flik flak... Diabolique est mon ange. Tic tac... Plus rien ne nous dérange. La claque... Bien contre lui et tangue. Tic tac... On s'est aimé à s'y méprendre ».

### Inseparables
Cette ballade, écrite et composée par Moby sous le titre de Spoons W Rachel, est la seule chanson de l'album dont les paroles ne sont pas de Mylène Farmer. Elle s'en expliquera : « C'est bien la première fois que je chante une chanson d'un autre auteur. J'ai trouvé le texte tellement joli, tellement fin et, à la fois, profond que je n'ai pas hésité ».
Le texte, entièrement en anglais, évoque un amour perdu (« I wished I could believe I could be the one to care for and love you », « I know now that everything had to end this way, I wanted to believe in love that it would finally stay », « I know now that you're the one that I will always miss »).

### Inséparables(version française)
Sur une musique quasi-identique, Mylène Farmer enregistre une version en français d'Inseparables, mais en la chantant une gamme plus haute : « C'est plus une adaptation en fait. C'est tout nouveau pour moi, mais c'est toujours intéressant. J'ai essayé de ne pas dénaturer les sens et d'apporter ses propres mots, ses propres émotions ».
Les paroles reprennent en effet le même thème de l'amour perdu (« Je rêvais d'être l'onde qui te fait du bien, garder ton cœur et ton ombre à côté du mien », « Je rêvais d'être l'aile qui te fait du bien, et rêvais d'un songe éternel accroché au mien », « Moi je sais que c'était toi, et tu vas me manquer »).

## Accueil critique
- « A défaut de vraie révolution, ses nouveaux collaborateurs lui proposent tout de même un peu de neuf. A commencer par Archive. Le duo britannique enveloppe la Française de ces longues symphonies dans les très réussis Leila, Diabolique mon ange et surtout Light me up. Moby signe cinq morceaux, parfois redondants, mais parvient à faire sortir de la chanteuse autre chose qu'un filet de voix vaporeux, notamment dans M'effondre ou Bleu noir, où l'on semble entendre enfin la vraie Mylène. » (Le Parisien)[34]
- « A l'instar de L'Autre..., Anamorphosée et Innamoramento, Bleu noir tient déjà une place majeure dans sa discographie. Si le producteur de Lady Gaga lui compose deux titres dansants, Moby semble avoir capté toute la subtilité des mots (et des maux) de l'artiste [...] Les Anglais d'Archive livrent quant à eux un profond Light me up qui en ajoute à l'enténèbrement ambiant. La voix de Mylène, sans fioritures, rappelles la simplicité de l'album Avant que l'ombre.... Celle qui espère « laisser une trace dans le cœur de quelques personnes » marque un peu plus de son empreinte la variété française. Sans jamais se trahir. » (France-Soir)[35]
- « Si certains fans risquent d'être désarçonnés, d'autres salueront la différence et la variété qui parcourent le disque. Mylène passe de chansons lumineuses à d'autres plus sombres, de mélodies simples à des rythmes explosifs, du français à l'anglais. » (Direct Matin)[36]
- « En nimbant la voix lancinante de Mylène Farmer de nappes trip-hop, Archive apporte la collaboration la plus intéressante. » (Nord Éclair)[37]
- « Autant les boucles électro de Moby pouvaient faire merveille à la fin du XXe siècle, autant il a ici raclé ses fonds de tiroir pour trousser des arrangements sans relief. » (20 Minutes)[38]
- « La collaboration avec Moby fait une fois de plus des étincelles et marque profondément la fibre mélodique de l'opus. [...] Le disque dans son ensemble reste dans la veine électro initiée par Point de suture, avec toutefois quelque chose de plus américain dans la production. Comme un petit supplément de glamour. » (Le Soir)[39]
- « Le résultat donne un album à son meilleur lorsque ses parures s'approchent de la pop, moins convaincant dans son flirt avec l'électronique dansante façon Lady Gaga. » (Le Monde)[40]
- « Après vingt-six années d'association avec Laurent Boutonnat, ce virage n'est pas pour nous déplaire. Désormais seul chef d'orchestre, Mylène fait la part belle à sa voix, moins étouffée que sur ses précédents albums.. » (Télé-Loisirs)[41]
- « Comme si au fond, les choix et les goûts artistiques de Farmer étaient suffisamment affirmés et clairement définis pour s'affranchir de la patte de ses divers compositeurs, l'album s'inscrit dans la parfaite continuité de ses aînés. » (Platine magazine)[42]
- « On est loin de l'alternance hits pour les dancefloors/ballades acoustiques si chère à Boutonnat. Pourtant, Mylène Farmer réussit son coup puisque, très vite, la cohérence de l'album se fait jour. Et force est de reconnaître que, malgré tous les changements consentis, Bleu Noir reste sans conteste "du Mylène Farmer". Et du bon ! » (What Hi-Fi ?)[43]

## Singles
Trois chansons sont sorties en single : Oui mais... non, Bleu noir et Lonely Lisa.
Un clip a également été tourné pour Leila. Réalisé par Alain Escalle, celui-ci paraît sur le site officiel de l'album le 22 novembre 2010 et présente des images d'hommes et de femmes dans le désert, sur lesquelles se superposent des lignes d'écriture arabe. La chanteuse n'apparaît pas dans ce clip.
Diabolique mon ange et M'effondre ont également servi de single promotionnel mais dans leur version Live, respectivement en tant qu'extraits des albums Timeless 2013 et Live 2019.

### Oui mais... non

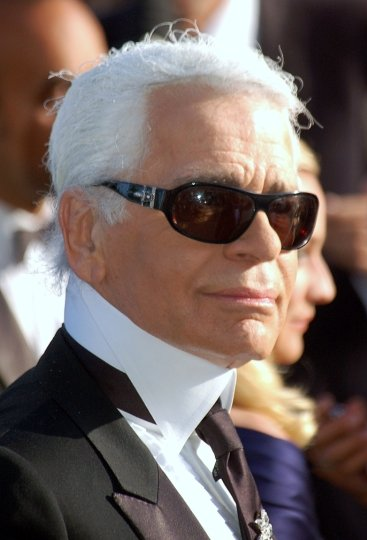
Karl Lagerfeld.

Diffusé en radio à partir du 29 septembre 2010, Oui mais... non est disponible en téléchargement le 11 octobre 2010 et sort en CD Single le 29 novembre 2010.
Le clip, réalisé par Chris Sweeney et chorégraphié par David Leighton, montre la chanteuse vêtue d'une tenue en cuir noir, signée par Karl Lagerfeld, et entourée d'une troupe de plusieurs danseurs. La vidéo fait la part belle aux contrastes afin de symboliser l'amour et le désir.
C'est la seule chanson de l'album à bénéficier d'une prestation télévisée, Mylène Farmer l'interprétant le 22 janvier 2011 lors des NRJ Music Awards sur TF1 où elle était nommée dans la catégorie « Artiste féminine de l'année ».
Le titre connaît un grand succès, se classant no 1 des ventes physiques durant 3 semaines, mais également no 1 des téléchargements et des clips les plus diffusés. En seulement un mois, il devient le 6e single le plus vendu de l'année 2010 en France.

### Bleu Noir

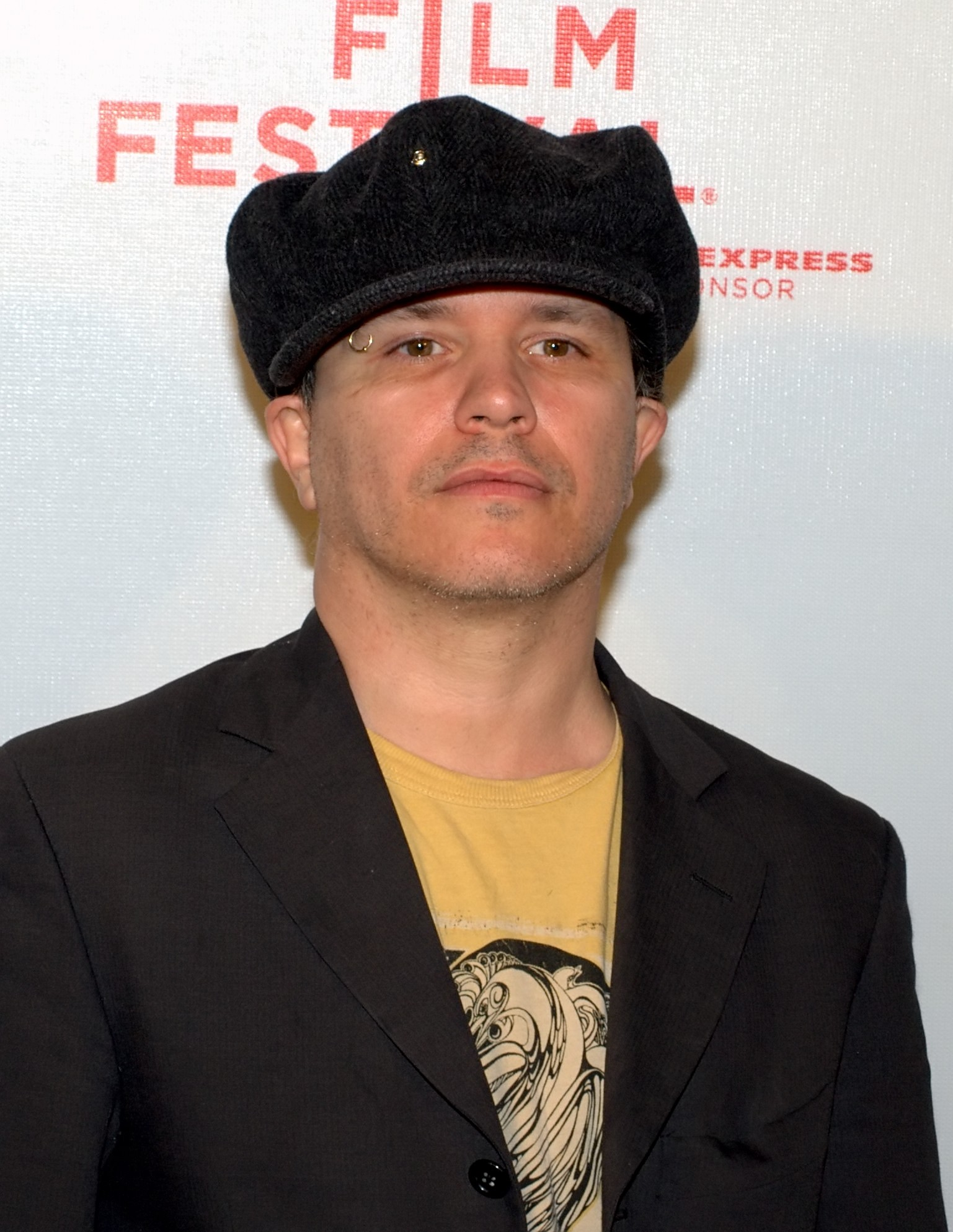
Olivier Dahan.

Disponible en téléchargement à partir du 28 janvier 2011, le single Bleu noir sort en physique le 18 avril 2011.
Le clip, réalisé par Olivier Dahan et tourné en noir et blanc, présente Mylène Farmer en train de marcher, chantant le titre lors d'un long plan-séquence, vacillant légèrement en fonction des évènements qui surgissent autour d'elle, comme des explosions ou des tempêtes.
Dès sa sortie, le single se classe no 1 du Top Singles, dans lequel il reste classé durant six semaines.
Au même moment, Moby sort une autre version de Bleu noir sous le nom de The Day, en tant que premier extrait de son album Destroyed. Il déclarera : « J’avais oublié que je lui avais déjà donné cette chanson. Elle a écrit son texte et moi le mien. C’est un accident. Elle n’est pas contente car elle pensait que c’était sa chanson. Je suis très confus. »

### Lonely Lisa

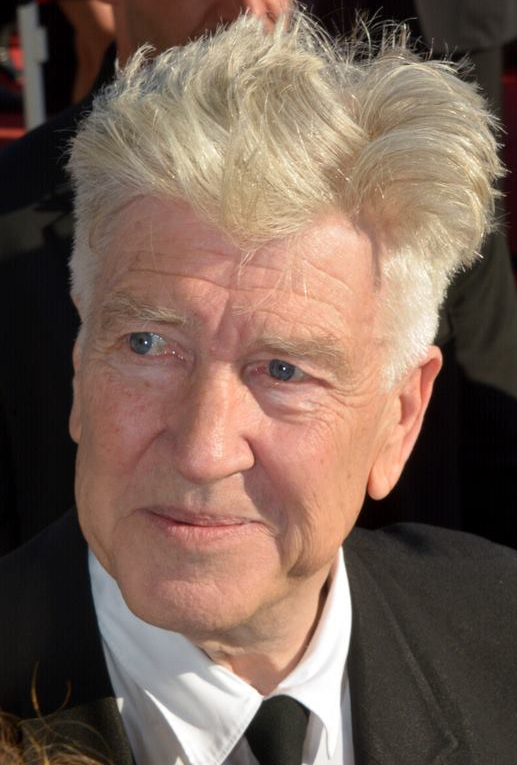
David Lynch.

Sorti en version digitale le 2 mai 2011, Lonely Lisa paraît en version physique le 4 juillet 2011.
Le clip, réalisé par Roy Raz, est tourné en Israël, plus précisément à Tel Aviv pour les scènes en studio et aux abords de la Mer Morte, près du Makhtesh Ramon dans le désert de Néguev, pour les scènes en extérieur.

Jouant sur les contrastes (imaginaire et réalité, enfance et âge adulte, tenues blanches et tenues noires), la vidéo fait plusieurs clins d’œil au cinéaste surréaliste David Lynch et à son œuvre, notamment le film Dune.

La scène avec les plumes noires qui tombent sur les danseuses rappelle quant à elle le film Black Swan.
Le titre se classe no 1 du Top Singles, dans lequel il reste classé durant 12 semaines, devenant le douzième single no 1 de Mylène Farmer (et le huitième consécutif).

## Classements et certifications
Dès sa sortie, Bleu Noir se classe directement à la première place des ventes en France. Plus forte vente de téléchargements jamais enregistrée dans le pays, il réalise également le meilleur démarrage de l'année en supports physiques avec près de 140 000 exemplaires écoulés en une semaine.

Classé no 1 durant trois semaines, il devient, en moins d'un mois, la 9e meilleure vente de l'année 2010.
Certifié disque de diamant en France pour plus de 500 000 ventes, l'album reçoit également un disque de platine en Russie et en Belgique, ainsi qu'un disque d'or en Suisse. Il s'est écoulé à plus de 600 000 exemplaires.
| Classement                      | Meilleure position |
| ------------------------------- | ------------------ |
| Belgique (Flandres Ultratop)    | 72                 |
| Belgique (Wallonie Ultratop)    | 1                  |
| France (SNEP - Ventes)          | 1                  |
| France (SNEP - Téléchargements) | 1                  |
| Grèce (Top Albums)              | 36                 |
| Mexique (AMPROFON)              | 98                 |
| Québec (Top Albums Québec)      | 66                 |
| Russie (Russian Album Charts)   | 3                  |
| Suisse (Schweizer Hitparade)    | 7                  |
| Suisse romande                  | 1                  |

| Classement annuel (2010)         | Position |
| -------------------------------- | -------- |
| Belgique (Wallonie Ultratop)     | 39       |
| France (SNEP - Ventes physiques) | 9        |
| France (SNEP - Téléchargements)  | 10       |

| Classement annuel (2011)     | Position |
| ---------------------------- | -------- |
| Belgique (Wallonie Ultratop) | 9        |
| France (SNEP)                | 38       |

### Certifications
| Pays     | Certification |
| -------- | ------------- |
| Belgique | Platine       |
| France   | Diamant       |
| Russie   | Platine       |
| Suisse   | Or            |

## Crédits
| - Produit par Stuffed Monkey - Oui mais... non et Lonely Lisa : - Réalisées par RedOne et Jimmy Joker - Programmations et instruments : RedOne et Jimmy Joker - Arrangements vocaux : RedOne - Mixage : Trevor Muzzy - Éditions : Stuffed Monkey / RedOne Productions LCC - Moi je veux..., Bleu noir, N'aie plus d'amertume, Toi l'amour, M'effondre, Inseparables et Inséparables : - Réalisées par Moby et Mylène Farmer - Programmations : Eric Chevalier - Sauf M'effondre (Ninja et Jérôme Devoise) - Piano Wurlitzer, orgue Hammond, collaboration artistique : Yvan Cassar - Guitares : David Levita - Basse : Jonathan Noyce - Éditions : Stuffed Monkey / Little Idiot Music - Tous les instruments des maquettes envoyées à Mylène Farmer par Moby sont joués par lui-même | - Light me up, Leila et Diabolique mon ange - Réalisées par Darius Keeler et Danny Griffiths - Batterie : Smiley Barnard - Guitares : Steve Harris - Basses : Jonathan Noyce - Orgue Hammond : Steve Keys - Éditions : Stuffed Monkey / Darius Keeler - Prises de son : Jérôme Devoise aux Studios RAK (Londres), The Dairy (Londres) et Guillaume Tell (Paris) - Mixage : Jérôme Devoise au Studio Guillaume Tell, assisté de Tristan Monrocq - Mastering : - Mike March chez The Exchange Mastering (Londres) - André Perriat chez Top Master (Paris) - Management : Thierry Suc pour TS3 - Production exécutive : Paul van Parys pour Stuffed Monkey - Administration : Corinne Potier - Design : Henry Neu pour Com'N.B |